# Poppea
A Poppea, latinul: Poppaea, Poppæa, női név az ismeretlen jelentésű latin Poppaeus nemzetségnévből, vagy a Pompeia névből származik, aminek a jelentése Pompei városából való nő.

## Gyakorisága
Az 1990-es években szórványos név, a 2000-es években nem szerepel a 100 leggyakoribb női név között.

## Névnapok
- április 27.[2]

## Híres Poppeák, Pompeiák
- Poppaea Sabina(wd), Néró római császár második felesége
- Pompeia római arisztokrata hölgy, Julius Caesar második felesége